# Коваленковка (Кобелякский район)

Коваленковка (укр. Коваленківка) — село,
Шенгуровский сельский совет,
Кобелякский район,
Полтавская область,
Украина.
Код КОАТУУ — 5321888004. Население по переписи 2001 года составляло 283 человека.

## Географическое положение
Село Коваленковка находится между сёлами Виблые и Пилипенки (1 км).
По селу протекает пересыхающий ручей с запрудой.